# L'Arc-en-ciel de la gravité
L'Arc-en-ciel de la gravité (Gravity's Rainbow) est un roman de Thomas Pynchon publié en 1973 aux États-Unis.
Considéré comme l’un des archétypes du postmodernisme en littérature, son auteur a reçu le National Book Award en 1974. Il est paru une première fois en France en 1975 sous le titre Rainbow (Plon) dans une version lacunaire. Il a parfois été comparé à Tristram Shandy de Laurence Sterne.

## Composition
La table des matières, pour l'édition de poche francophone, fournit la répartition suivante :
- En dessous de zéro (250 pages)
- Une perm au casino Hermann Goering (140 pages)
- Dans la zone (485 pages)
- La contre-attaque (220 pages)

Chaque partie est composée de séquences signalées simplement par un double interligne. En quatrième partie, l'instance narrative s'effilochant, des sous-titres apparaissent.

## Contexte

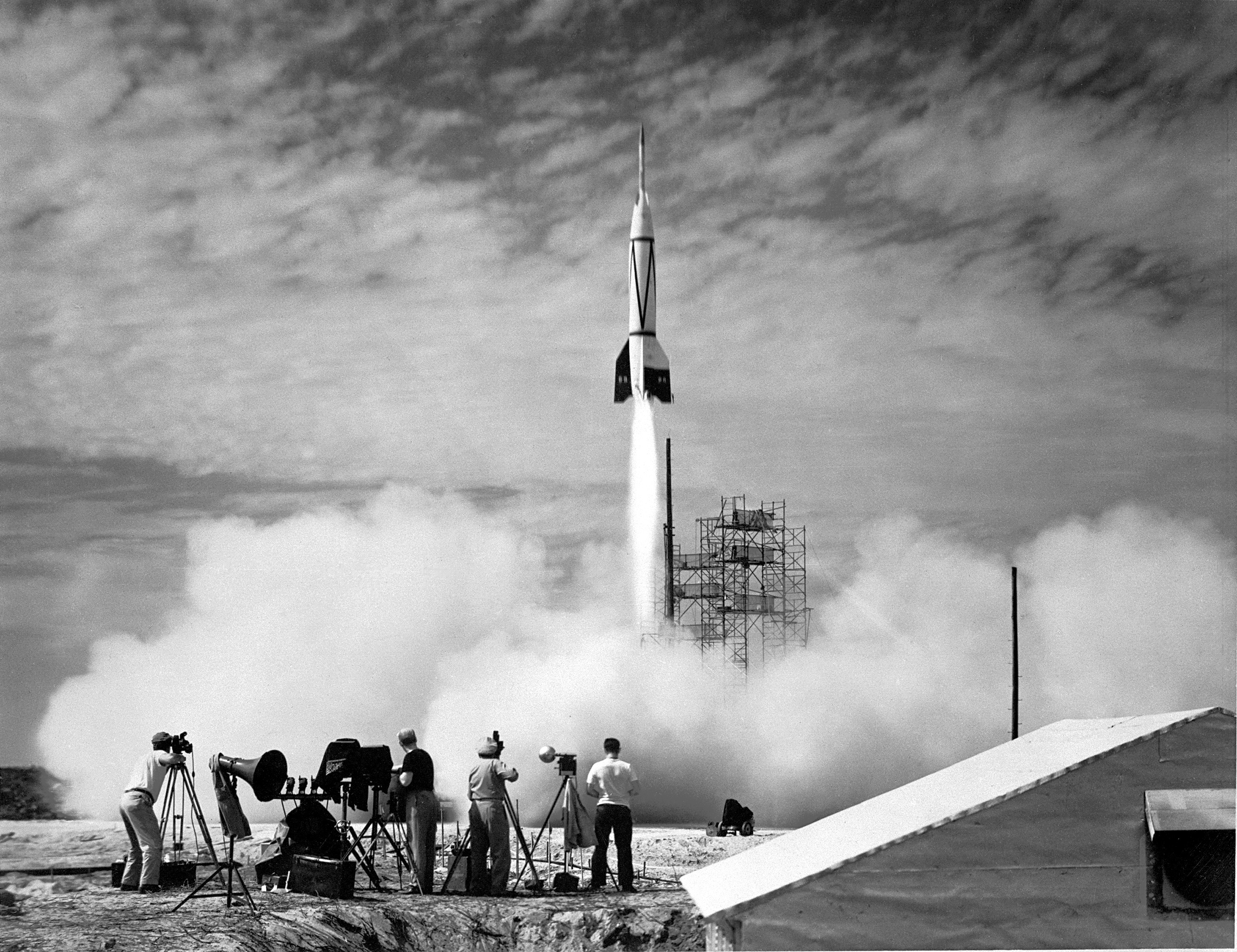
Lancement d'un missile V2

Le roman se déroule principalement en Europe et en particulier à Londres à la fin de la Seconde Guerre mondiale, de l'hiver 1944 à l'été 1945.
Il évoque les conséquences des bombardements de fusées allemandes V2 sur la vie d'une galerie de personnages impliqués dans divers organismes de renseignement durant la bataille d'Angleterre, dont Tyrone Slothrop, capable de prédire ou pressentir le lieu de bombardement sur Londres grâce à de fulgurantes érections : bientôt, il suscite l'intérêt des scientifiques alliés...

## Première partie:En dessous de zéro
La guerre politique (PW, PWE, Political Warfare Executive) s'organise, entre autres, à partir de diverses branches des services secrets alliés, Special Operations Executive (SOE) britannique et Office of Strategic Services (OSS) américain.
Dans le Grand Londres, dans son « immense bâtisse de brique crasseuse », l'ancien hôpital Sainte Véronique (Sainte-Veronica-de-la-Vraie-Face), désaffecté, a été transformé en siège de l'ARF (Abreaction Research Facility), aussi surnommée The White Visitation, placée sous l'autorité supposée du vieux brigadier-général Ernest Pudding, qui à près de 80 ans a repris du service.
« Et il s'était retrouvé dans un asile désaffecté, avec quelques cinglés de choix, une énorme meute de chiens volés, des chapelles de spiritualistes, des gens du music-hall, des techniciens de radio, des couéistes, des ouspenskiens, des skinneriens, des fanatiques de la lobotomie, des fanatiques de Dale Carnegie, tous chassés de leurs petites habitudes par la guerre et condamnés, si la paix s'était prolongée, à différents niveaux d'échec — mais tous désormais mettaient leur espoir dans le brigadier Pudding et les fonds dont il disposait » (p. 119).
Parmi la profusion de personnel de l'ARF (dont la Section Psi, PISCES (Psychological  Intelligence Schemes  fot Expediting  Surrender), ACHTUNG, etc) entrevu durant la dernière semaine de décembre 1944 :
- Captain Geoffrey Pirate Prentice,
- Teddy Bloat,
- Osbie Feel,
- Bartley Gobbitch, DeCoverley Pox, Maurice Saxophone Reed,
- Joaquin Stick,
- Caporal Wayne,
- H.A. Loaf,
- Lord Blather Osmo (et ses végétations adénoïdes),
- le Lieutenant Oliver Tantivy Mucker-Maffick,
- le Lieutenant Tyrone Slothrope, américain de Boston, grassouillet,
- Roger Mexico, statisticien, sans visitation,
- Jessica Swanlake, 20 ans, ATS,
- Milton Gloaming,
- Roland Feldspath (l'esprit), Peter Sachsa (contrôle), Carroll Eventyr (médium), Selena (épouse, survivante) (p. 52),
- Roger Mexico, trentenaire, statisticien, l'araignée au centre d'une toile de chiffres,
- Scorpio Mossmoon (et son mari Clive, en mission pour l'ICI à Bahreïn),
- Dr Edward W.A. Pointsman alias Ned, FRCS, chirurgien, avec ses oscillateurs et ses métronomes, et le chien Vanya,
- Dr Kevin Spectro, « pavlovien amateur et neurologue », et sa pieuvre géante Grigori,
- Dr Porkyevitch, réfugié, ancien collègue de Pavlov à l'Institut de Koltusky, et qui travaille sur les réflexes conditionnés sur des chiens (volés),
- le Révérend Dr Paul de la Nuit, Vicar de la Nuit, l'aumônier du groupe,
- Dr Géza Rozsavölyi, réfugié hongrois,
- Dr Aaron Thowster,
- Dr Rollo Groast,
- Dr Edwin Treacle, le plus freudien des chercheurs,
- Dr Horsley Gantt,
- Pierre Janet,
- Dr Bleagh, et son infirmière Ivy,
- Myron Grunton, collègue d'Edwin Tracle...
- Pr Thomas Gwenhidwy, qui découvre la conformité (à l'équation de Poisson) des naissances en période de bombardement,
- Maudie Chilkes,
- Nora Dodson-Truck,
- Gavin Trefoil, 17 ans, qui métabolise la tyrosure, et peut changer de couleur (à volonté),
- Terence Overbaby, Saint Blaise...
- Ronald Cherrycoke, psychométriste, de l'Institut de Bristol,
- Margaret Quartertone,
- Katje Borgesius,

Le second lieu est, à l'opposé, la zone de départ des fusées V2, généralement dans la région de Peenemünde, mais ici depuis une rampe de lancement de la région de Wassenaar, en Hollande, particulièrement visée par le Royal Air Force Bomber Command. La proximité de Londres se double de la proximité de la plus grande tour de télécommunication de la région.
Dans « une charmante maison au fond de la forêt » (p. 148), le capitaine Blicero, de l'axe Rome-Berlin, tient prisonniers Katje et son frère Gottfried, pour divers rituels sado-masochistes (cage, travestissement, inversion).
Blicero est un ancien militaire allemand qui a travaillé dans le Sud-Ouest africain (Namibie), en pays herero.
Ce « Wandervogel dans les monts de la douleur » (p. 149), épris des Élégies de Duino de Rilke, après la perte de son jeune ami Rauhandel, est accompagné dans son bunker par un jeune héréro, Enzian ou Ndjambi Karunga.
Dans l'esprit de tous, Blicero est la Sorcière d'Ahnsel et Gretel, qu'il va bientôt s'agir de passer au « Four ».
Or, Katje collabore des deux côtés : membre du parti, elle transmet beaucoup d'informations à la résistance hollandaise pour transmission à Londres.
Une étrange digression (pp. 163-167) rapporte qu'un parent lointain de Katje, Frans Van der Groov, est parti vers 1650 à Maurice avec une cargaison de cochons hollandais, avec lesquels il a participé au massacre des dodos, et qui a laissé à son frère tout un stock de lettres remises au destinataire après sa mort lointaine.
Katje a fui, abandonnant son Gottfried, et ce sont ses longues jambes que filme Gerhardt von Göll, à Londres, pour Osbie Feel, de l'ARF Schwartzkommando, en vue d'une opération encore obscure, dont une projection du court métrage pour la pieuvre Grigori.
La carte des petites amies de Tyrone Slothrop intéresse l'ARF : « les étoiles ont une distribution conforme à l'équation de Poisson, exactement comme celles  des impacts sur la carte de Roger Mexico forment le “Robot Blitz” » (p. 131). La valeur de la stricte coïncidence des érections de Slothrop et des constats de Mexico vient de ce que Slothrop est en avance de deux à dix jours sur les impacts. Slothrop devient une sorte de cobaye à surveiller et exploiter au maximum : il s'agit de trouver « le point d'inertie pathologique » (au sens pavlovien) de ce « psychopathe obsessionnel », de ce chien renifleur apparemment hypersensible à tout ce qui concerne les V2.
La surveillance passe par une forme de suivi et d'enregistrement de ses actes et de ses pensées.
Le livre est ainsi truffé des rêves de Slothrop (et accessoirement d'autres personnages) : Leni Pökler et sa fille Ilse, Rosa Luxemburg, Walther Rathenau, Richard Hirsch, Frantz, Kurt Mondaugen, Walter Asch Taurus, diverses amies (Rudi, Vanya, Rebecca, Siggi)...
« Des voix murmurent des secrets que nous ignorons » (p. 219).
Roger Mexico et sa bande ont acheté ensemble une nuit un Livre. Des sept propriétaires, cinq ont disparu violemment (Pumm, Easterling, Dromond, Lamplighter, Kevin Spectro), deux seuls survivent, Thomas Gwenhidwy et Roger Mexico, à qui s'imposent d'étranges rêves, dont celui du sang du Minotaure bête en rut (p. 211).
Il finit par rencontrer Jessica et part avec elle.
Une nuit, Slothrop, relâché, parvient à Londres, se pense surveillé, pisté, traqué. Il est retrouvé par Darlene, l'infirmière de Sainte-Véronique, et amené chez sa logeuse, Mrs Quoad, qui lui impose une « dégueulasse dégustation de bonbons anglais » (p. 198).
Alors qu'il devrait déjà être exfiltré sur la Riviera française libérée.

## Seconde partie:Une perm' au casino Hermann Goering
Des personnages disparaissent du récit, au profit de quelques dizaines de nouveaux, dans d'autres lieux, et/ou dans d'autres modalités.
En pause, Tantivy Mucker-Maffick et son ami Teddy Blond, ainsi que trois danseurs, pique-niquent sur une plage, loin de Fuckingham Palace.
Dans la réalité ou dans un court film diffusé à dessein, sans doute à Nice, la ravissante Katje Borgesius se met à l'eau, est attaquée par une pieuvre géante, dont Slothrop vient à bout. Leur couple éphémère se dissout quand Slothrop a intégré l'ensemble des informations nécessaires (elle au départ, lui à l'arrivée) à la compréhension du fonctionnement des missiles, mis au point par Wernher von Braun (33 ans), désormais replié à Bleicheröde ou à Nordhausen.
À Londres, Pointsman a pu tout aussi bien tout organiser, et dresser parfaitement une pieuvre géante...
Transféré à Zurich, dans le quartier des cabarets, sous le pseudonyme de Ian Scuffling, Slothrop tente de joindre son contact, Mario Schweitar : rencontre argentine, tunnel, porte à code complexe. Un nouveau carburant est en fabrication par l'IG Farben , l’Impolex, mis au point par Laszlo Jamp.

## Troisième partie:Dans la zone
Été 1945, la guerre est finie (Interregnum), l'ancienne Allemagne nazie est divisée en diverses zones d'occupation, avec frontières, chevauchements, trouées. Les différents services secrets s'acharnent à récupérer le maximum de savants, ingénieurs, techniciens, engins, produits, documents, particulièrement du côté de Bleicheröde (Blichero), Nordhausen et Dora, mais aussi Stettin, Rügen, Cuxhaven, Swinemünde, Stralsund et Greifswald.
Slothrop, Geli Tripply et au moins l'agent soviétique Tchitcherine sont à la recherche de la fusée 00000, la seule équipée en Impolex G. Etzel Ölsch semble avoir mis au point une sorte de trajectoire pour la fusée spatiale, avec guidage en symétrie inversée, à partir d'une rampe de lancement en forme de double intégrale.
Ces éléments se trouvent dans les Zones Héréros, avec seules communications en langue héréro, dans des Erdschweinhöhle, dirigées par Enzian, mais aussi Josef Ombini (de Hanovre) et Andreas Orukambe : Nous a-t-on oubliés ou bien nous a-t-on choisis pour quelque chose d'encore plus terrible ?. Il s'agit de survivants du suicide de tout un peuple. De ce massacre (1904), deux demi-frères, Enzian et Vaslav Tchitcherine.
Geli finit par expédier Slothrop à Berlin en ballon, avec Schnorp.
Hommage est rendu à Laszlo Jamp : analgésie, intoxication, onéirine.
Et réapparaît Franz Pökler, à travailler pour l'électro-mysticiste Kurt Mondaugen, sur la propulsion, façon Kurt Wahmke ou Arthur Wehnelt.
Longtemps auparavant, muté à Peenemünde (Greifswalder Oie) avec 90 autres chercheurs, suiveurs des grands chimistes allemands Justus von Liebig, Friedrich Kekulé von Stradonitz, . En récompense de son travail, on lui amène une fois par an Ilse, depuis son camp de rééducation et ils vont en villégiature à ZwölfKinder.
À moins qu'il ne s'agisse de scénarios à la Docteur Mabuse avec les grands acteurs Rudolf Klein-Rogge, Brigitte Helm, Bernhard Goetzke...
L'Anubis, le yacht blanc errant, avec Stefania Procazowska et son mari Antoni, circule discrètement aux marges de la Baltique, recueille un moment Slothrope, pour de nouvelles divagations.
Autres personnages notoires : Pökler, Klaus Närrisch, Horst Achtfaden Wenk, Miklos Thanatz, Helen Trent, Stella Dallas, Mary Noble, Rossokowsky (Russes blancs), Major Zhdaev, Frau Gnatib, Osbie Feel Basil Rathbone, Pirate Practice, et quelques ancêtres de Slothrope et de Katje ou encore Lyle Bland.

## Quatrième partie:La contre-attaque
Automne 1945, toujours dans la Zone, auprès de Slothrope, en avion Thunderbolt, vers Cuxhaven, avec toujours le bizarre talent que montrait Pirate pour vivre les rêves des autres : systèmes d'hallucinations, officiellement définies, archétypes mantiques, hantises, et/ou méthamphétamine fabriquée par Leuna works.
À Londres, l’aiguilleur Pointsman en disgrâce, ARF fermée, l'édifice The White Visitation est redevenu asile d'aliénés.
Parmi les personnages actifs : Milton Gloaming, Roger Mexico, Katje, Andrea, Pavel, Tyrone, Bodine, Thanatz, Takeshi et Ichizo, Tchitcherine, Enzian, Ludwig (et sa lemming Ursula).

## Suites culturelles

### Cinéma
- Le film Miracle Mile de Steve De Jarnatt, sorti en 1988 aux États-Unis, cite ce roman. Dans le Johnie's Coffee Shop Restaurant, le personnage féminin Landa s'assoit au comptoir et, ouvrant son attaché-case, elle sort un exemplaire d'une étude littéraire de la célèbre collection Cliff's Notes sur le roman de Thomas Pynchon Gravity's Rainbow, qu'elle ouvre et consulte, suivant du doigt les lignes.
- Prufstand VII (2002), docu-fiction de Robert Bramkamp
- Impolex (en) (2009)
- Dans le film À couteaux tirés sorti en 2019, l'inspecteur Blanc (Daniel Craig) cite son titre mais précise qu'il ne l'a pas lu, et que « personne ne l'a jamais lu ».

### Musique
- Laurie Anderson déclare en 2004 avoir demandé, après sa chanson Gravity's Angel, à Pynchon le droit d'adapter en opéra Gravity's Rainbow. Il aurait donné son accord à la seule condition que l'unique instrument soit le banjo.

### Traduction
La traduction allemande est réalisée par Elfriede Jelinek.